# 梯子
梯子（英語：Ladder）是一組垂直或傾斜的階梯或臺階，通常用作樓梯使用。有兩種型別：自支撐或可以靠在牆壁等垂直表面上的剛性梯子，以及可滾動且可懸掛在頂部的梯子，如繩索或鋁製成的梯子。 剛性梯子的垂直杆件被稱為橫樑或欄杆。剛性梯子通常是行動式的，但有些型別是永久固定在結構、建築物或裝置上的。它們通常由金屬、木材或玻璃纖維製成。

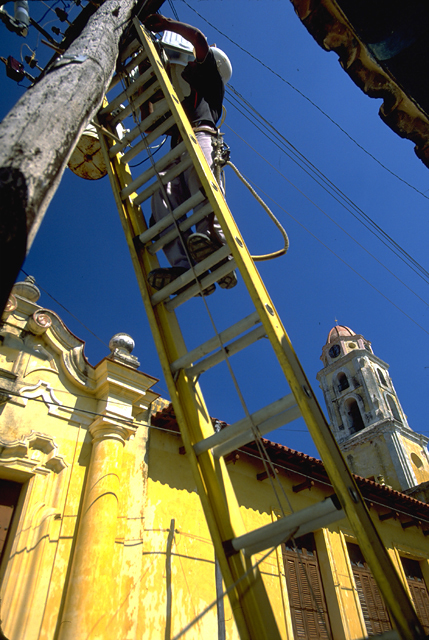
一個延伸梯子

木梯
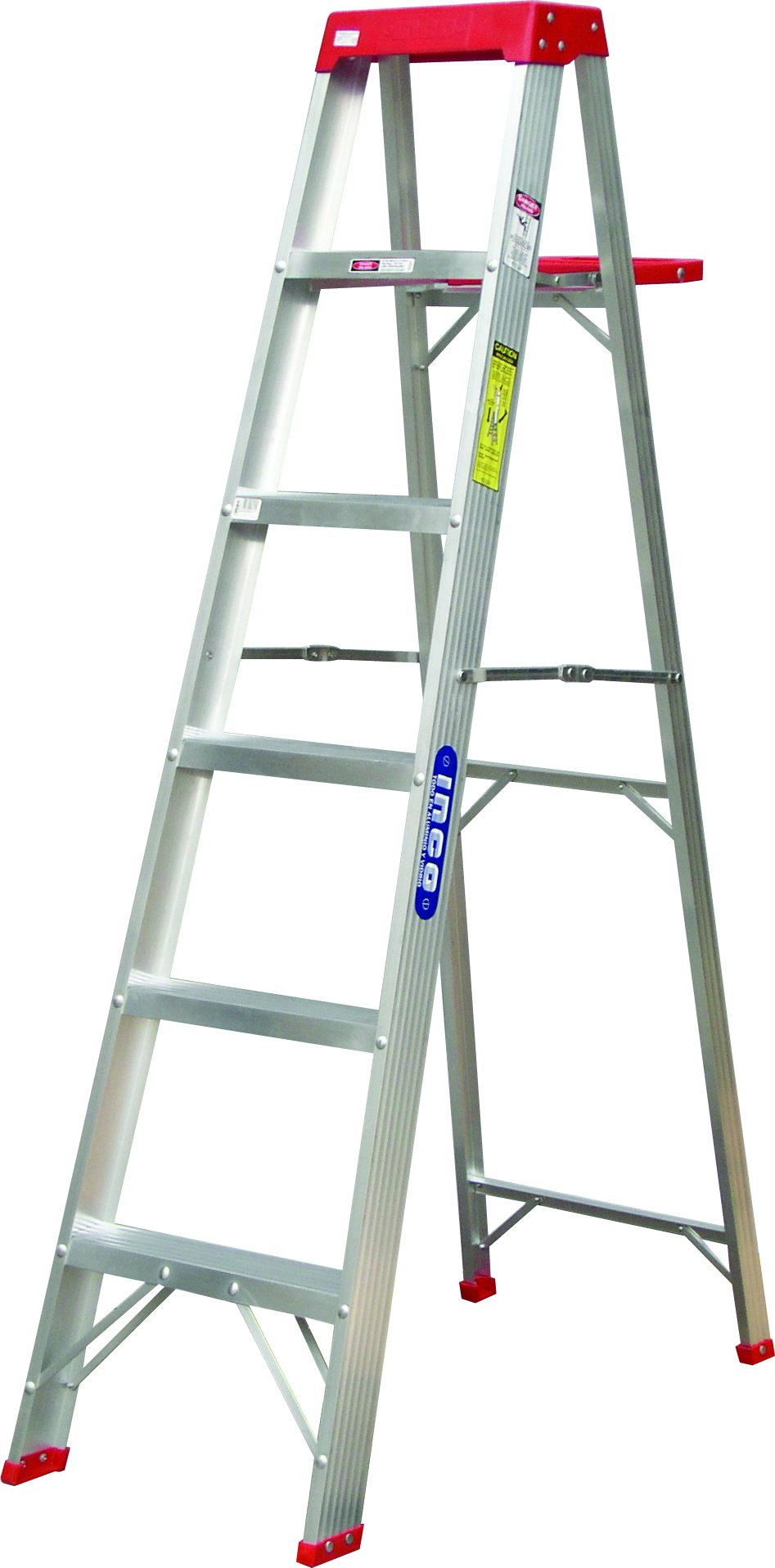
摺梯